# Bitva u Modrých vod

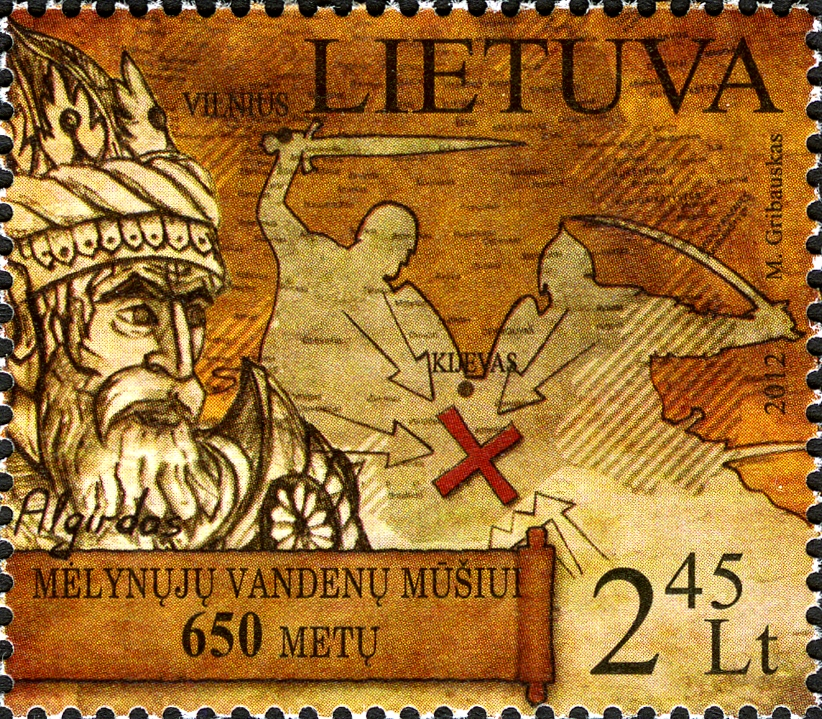
Litevská známka připomínající 650. výročí bitvy

Bitva u modrých vod (litevsky: Mūšis prie Mėlynųjų Vandenų, bělorusky: Бітва на Сініх Водах, ukrajinsky: Битва на Синіх Водах) bylo vojenské střetnutí Litevského velkoknížectví a Zlaté hordy. Odehrálo se na podzim roku 1362 nebo 1363, v Holovanivském rajónu na dnešní Ukrajině, na břehu řeky Syňucha, u dnešní obce Torhovici (Торговиці), kterou tehdy Rusové nazývaly Sinie Vody, tedy Modré Vody, odtud tradiční označení bitvy. Litevci v bitvě dosáhli rozhodného vítězství a završili tak úspěšné dobytí Kyjevského knížectví. Litevská vojska vedl velkokníže Algirdas a podolský kníže Teodor Koriatovič.

## Průběh
Krátký popis bitvy se dochoval pouze v pozdní a nepříliš spolehlivé práci Macieje Stryjkowského z roku 1582. Podle Stryjkowského Algirdas zorganizoval svou armádu do šesti skupin a seřadil je do půlkruhu. Tataři zahájili bitvu vrháním šípů do stran litevské formace. Takové útoky měly malý účinek a Litevci a podolští Rusíni, vyzbrojení oštěpy a meči, postupovali vpřed a prolomili přední linie tatarské armády. Synové Karijotase, Algirdasova bratra, spolu s běloruskými jednotkami z Novogrodku poté zaútočili na Tatary z boku kušemi. Tataři nedokázali udržet svou formaci a vrhli se do neorganizovaného ústupu.
Bitva stála dlouho stranou pozornosti objektivních historiků, patrně proto, že ti ruští se snažili potlačit význam Litevců při porážce Zlaté hordy, aby vynikla důležitost ruského vítězství na Kulikovském poli, polští se zase tématu vyhýbali patrně z důvodu, aby nebyl zdůrazněn litevský nárok na Podolí. Litevské kroniky naopak kladou přehnaný důraz na hrdinství Karijotasových synů, zřejmě z přesně opačných politických důvodů: aby litevský nárok na Podolí zdůraznily. Málo objektivních popisů tak vede k tomu, že není jistý ani rok, kdy se bitva odehrála. Podolí je dnes součástí Ukrajiny.

## Důsledky
Kyjev se částečně dostal pod litevskou kontrolu již po bitvě na řece Irpiň na počátku 20. let 14. století, ale stále platil tribut Hordě; po bitvě u Modrých vod byl plně začleněn do litevského státu. Litva zabráním Kyjevského knížectví získala přístup k Černému moři a stala se přímým sousedem Moskevského velkoknížectví. Algirdas nechal svého syna Vladimira v Kyjevě jako knížete. Podolí bylo svěřeno do správy Karijotasovým synům, kteří se tak vyznamenali v bitvě.